# Bistum Nellore
Das Bistum Nellore (lat.: Dioecesis Nellorensis) ist eine in Indien gelegene römisch-katholische Diözese mit Sitz in Nellore. 

## Geschichte
Das Bistum Nellore wurde am 3. Juli 1928 durch Papst Pius XI. mit der Päpstlichen Bulle Ad maius religionis incrementum aus Gebietsabtretungen des Erzbistums Madras errichtet. Am 13. Februar 1940 gab das Bistum Nellore Teile seines Territoriums zur Gründung des Bistums Guntur ab. Weitere Gebietsabtretungen erfolgten am 12. Juni 1967 zur Gründung des Bistums Kurnool und am 19. Oktober 1976 zur Gründung des Bistums Cuddapah.
Das Bistum ist dem Erzbistum Visakhapatnam als Suffraganbistum unterstellt.

## Territorium
Das Bistum umfasst die im Bundesstaat Andhra Pradesh gelegenen Distrikte Nellore und Prakasam (außer den Taluk Adoni).

## Bischöfe von Nellore
- William Bouter MHM, 1929–1970
- Bala Shoury Thumma, 1970–1973
- Pudhota Chinniah Balaswamy, 1973–2006
- Doraboina Moses Prakasam, seit 2006